# Ballen

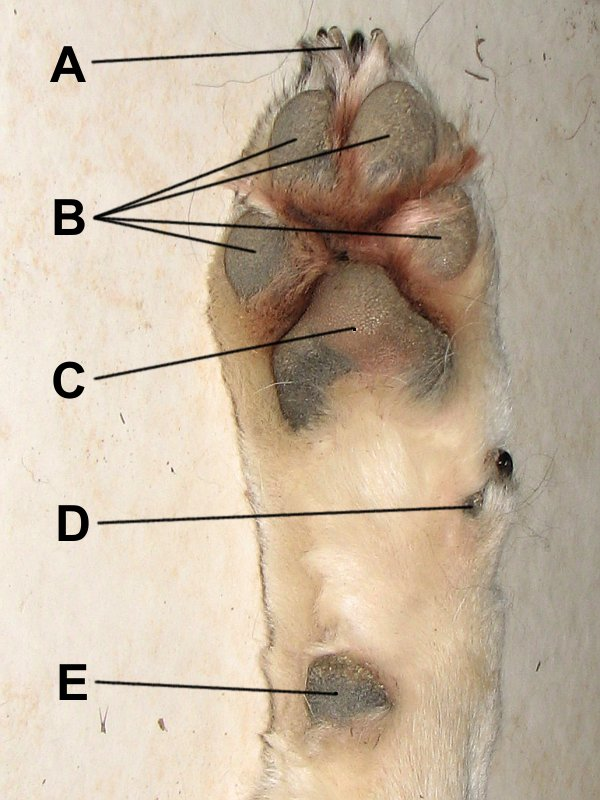
Hundevorderpfote, A Krallen, B Fingerballen, C Handballen, D Daumenkralle, E Handwurzelballen

Als Ballen (Torus) bezeichnet man unbehaarte, erhabene Hautbezirke an den Gliedmaßenspitzen, die von einem Polster aus verdickter Unterhaut oder Muskeln unterlagert sind. Man unterscheidet nach der Lage verschiedene Ballen:

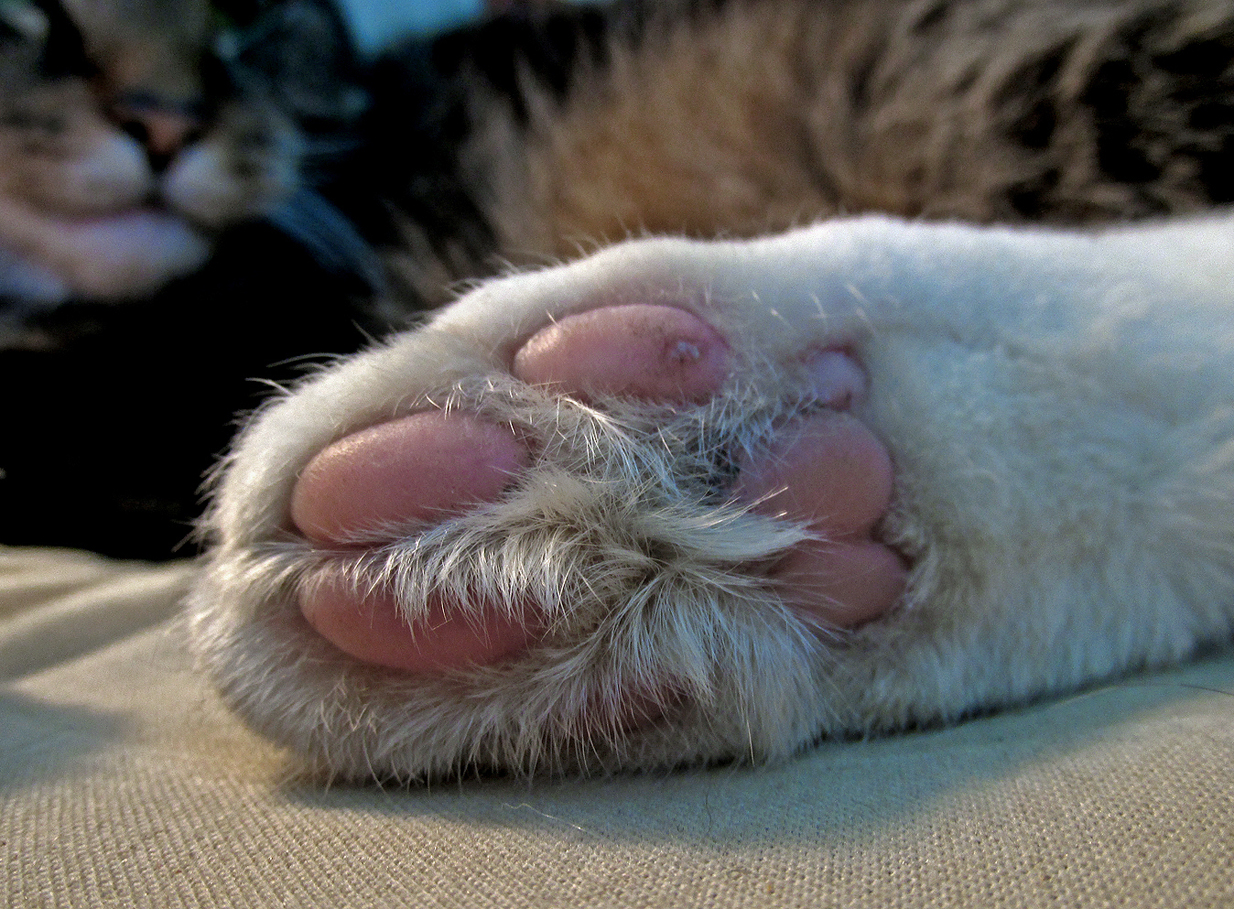
Unpigmentierte Ballen einer Hauskatze.

- Die Finger- bzw. Zehenballen (Tori digitales) liegen an der Basis der Finger- bzw. Zehengrundgelenke.
- Der Hand- bzw. Sohlenballen (Torus metacarpeus bzw. metatarseus) liegt im Bereich der Mittelhand bzw. des Mittelfußes. Beim Menschen wird er an der Hand in Thenar und Hypothenar gegliedert. Bei Pferden nennt man ihn „Sporn“ (Calcar metacarpeum bzw. Calcar metatarseum).
- Der Handwurzel- bzw. Fußwurzelballen (Torus carpeus bzw.  tarseus) liegt oberhalb des Hand- bzw. Sprunggelenks. Er ist beim Menschen nicht ausgebildet, bei Pferden ist er rudimentär und wird „Kastanie“ genannt.

Die Epidermis der Ballen ist stark verhornt, wobei nur platte Hornzellen übereinander geschichtet oder, bei den Zehenballen von Huf (Torus ungulae) und Klaue, Röhrchenstrukturen ausgebildet sind. In der Unterhaut und der Lederhaut der Ballen findet man bei vielen Säugetieren Schweißdrüsen.
Die Hyperkeratose der Ballen ist eine erblich bedingte seltene Erkrankung bei einigen Hunderassen. Bei der Split Paw Pad Disease der Hunde lösen sich die oberen Epidermisschichten ab. Bei Katzen kommt gelegentlich eine Erkrankung mit starker Schwellung der Ballen vor, die als plasmazelluläre Pododermatitis bezeichnet wird.